# كريستوف شنيلدرز
كريستوف شنيلدرز هو لاعب كرة قدم بلجيكي في مركز الهجوم، ولد في 5 سبتمبر 1982 في Ekeren ‏ في بلجيكا. لعب مع بيرسخوت إيه سي وسيركل بروج وفاسلاند بيفيرين وفاينورد وليرس ونادي بروكسل ونادي غينت.

## وصلات خارجية
- كريستوف شنيلدرز على موقع قاعدة بيانات كرة القدم.إي يو (الإنجليزية)